# Записи о продавцу крви (роман)
Записи о продавцу крви (поједностављени кинески: 许三观 卖血 记; традиционални кинески: 許三觀 賣血 記; пинјин: Xǔ Sānguān Mài Xuě Jì) је роман из 1995. године који је написао кинески писац Ју Хуа. То је прича о раднику фабрике свиле, Сју Сангуану, који годинама продаје своју крв, у већини случајева у покушавајући да побољша живот себе и чланова своје породице и превазиђе породичне потешкоће. Радња је смештена у касним 1940-им до 1980-их година, од раних година Народне Републике Кине до после Културне револуције. 
Прича започиње посетом Сју Сангуана свом деди, када први пут сазнаје за продају крви. Његов први пут да продаје крв је да докаже да је његово тело доброг здравља. Откривши да му продаја крви може брзо донети много новца, почиње да продаје крв непрестано када се он и његова породица боре са животним потешкоћама. На крају приче, породици Сју Сангуана више не недостаје новца, па он више не мора да продаје крв да издржава породицу.
Роман садржи елементе црног хумора - карактеристику коју Jу Хуа типично примењује у својим другим романима као што је Живети. Ју Хуа користи хумор за истицање савремених друштвено-политичких питања у Кини. Његов хумор упоређиван је са модерним покретом визуелне уметности „Цинични реализам“.
Књига је била популарна међу критичарима , а превод на енглески језик Ендру Ф. Џонс-а објављен је 2003. године. Наслов је преведен на разне начине, а преводилац је изјавио да је овај роман „дело књижевне маште и друштвене критике“.
Преведену књигу на српски језик објавила је издавачка кућа Геопоетика 2014. године.

## Радња
Сју Сангуан ради у фабрици свиле, а да би остварио додатни приход, он одлучује да прода крв у болници. Спријатељио се са Генлонгом и Ах Фангом, који су и сами продавачи крви и са којима Сју путује у болницу. Њих двоје кажу Сју-у да сваки пут након што продају крв, у ресторану Победа имају тањир пржене свињске јетре и две чаше вина од жутог пиринча, верујући да свињска јетра обнављаја крв док пиринчано вино одржава квалитет крви.
Сју Сангуан се жени Сју Јулан и с њом има три дечака: Јиле, Ерле и Санле. Након девет година, постављају се питања о легитимности Јиле-а и открива се да је Сју Јулан спавала са бившим љубавником Хе Сјаојонг-ом. Резултат тога је однос Сју Сангуан-а и Јиле-а. Једног дана, синови се потуку и Јиле критично повређује сина ковача Фанга. У почетку и Сју и Хе поричу одговорност за поступке Јиле-а и одбијају да плате рачун за болничку помоћ Фанг-овог сина. Али на крају, Сју ипак продаје своју крв и плаћа свој дуг Фангу. Стидећи се, Сју спава с бившим љубавницом, Лин Фенфанг.
Дође 1958. година, а породица је захваћена друштвено-политичким преокретом који је изазвао Велики скок напред. Глад захвата земљу. Са затварањем мензи које је поставила Кинеска комунистичка партија, Сју-ова породица је приморана да се брине сама за себе. Затвара се и фабрика свиле у којој ради Сју Сангуан. Након што је још једном продао крв, Сју Сангуан води целу породицу осим Јиле-а да једе нудле у ресторану Победа. Узнемирен, Јиле прилази Хе Сјаојонгонг-у, његовом наводном биолошком оцу, надајући се да ће га овај прихватити, али такође бива одбијен. Након лутања улицама, Јиле се враћа забринутом Сју Сангуан-у који га води у ресторан Победа.
Једног дана, Хе Сјаојонг-а удара камион и тешко је повређен. Након консултација са гатаром, његовој жени је речено да син мора да поврати душу њеног мужа с неба, син се мора попети на кров куће и молити да се његова душа врати. Међутим, како Хе Сјаојонг има само две ћерке, његова супруга прилази Јиле-у, наводном биолошком сину Хе Сјаојонг-а, за помоћ. После извесног убеђивања, Јиле пристаје. Сју Сангуан долази и полаже заклетву тврдећи да је Ииле његов син. Касније се открива да Хе Сјаојонг није преживео своје повреде.
Стиже Културна револуција. Сју Јулан је оптужена за проституцију и због тога бива кажњена. Дан за даном, Сју Јулан стоји на улици на столици са плакатом на ком пише „Сју Јулан, проститутка“. Јиле одлази на село, Ерле се такође шаље тамо након завршетка школе, а само Санле остаје са родитељима. Санле почиње да ради у фабрици алатних машина након завршетка школе.
Породици поново понестаје новца и Сју Сангуан одлази да продаје крв. Наилази на Генлонга, којег није видео десет година. Сју сазнаје да је Ах Фанг лошег здравственог стања након што му је пукла бешика од пијења превише воде. Њих двојица након тога крећу у ресторан Победа, али Генлонг-у позли и он умре. Лекари кажу да је Генлонг умро од церебралне хеморагије, али Сју сумња да је Генлонг продао превише крви. Враћајући се на село где раде Јиле и Ерле, Јиле-у је позлило. Ерле носи свог брата на трајект и обојица се враћају у град где се Јиле може лечити. Откривено је да је Јиле оболио од хепатитиса и да мора отпутовати у Шангај на правилан третман. Ерле такође оболи од грипа и послат је у болницу. Сју Сангуан обилази село позајмљујући новац и скупља довољно да пошаље Јиле-а и Сју Јулан у Шангај. Планира да се с њима нађе у Шангају и поново прибегава продаји крви.
Сју Сангуан креће пут Шангаја, продајући крв у више болница током свог путовања. Постаје све слабији и на одређено време је хоспитализован. Сју Сангуан успева да се спријатељи са двојицом браће која управљају бродом, Лаиси-јем и Лаишун-ом. Сју путује с њима неколико дана и успут сва тројица продају крв. На крају, Сју се растаје са браћом и стиже до Шангаја, где сазнаје да је Јиле жив и да се добро опоравља.
Неколико година касније, Јиле, Ерле и Санле су добили стабилни посао, оженили се, добили децу и преселили се у своје куће. Једног дана, Сју Сангуан пролази поред ресторана Победа и осећа потребу да прода крв. Али овога пута бива одбијен јер се сматра да је престар. Сју постаје забринут да више неће моћи да продаје крв за издржавање породице када то буде било потребно. Али Сју Јулан, Јиле, Ерле и Санле га подсећају да више не треба да продаје крв јер су тешка времена прошла. Роман се завршава породицом која у ресторану Победа једе пржену свињску јетру и вино од жутог пиринча.

## Главне теме
Записи о продавцу крви је роман који описује патњу нижег сталежа током најбурнијег времена у кинеској историји. Крв је главни елемент који се појављује у већем делу приче. Главни јунак у причи продаје своју крв дванаест пута из многих разлога, укључујући културни табу, храну и жртве. Сју Сангуан продаје своју крв да би превазишао кризе с којима се суочава у свом животу, до тачке када верује да би продаја крви могла превладати било коју кризу. Међутим, на крају приче Сју Сангуан више није могао продати своју крв јер је престар и квалитет његове крви више никоме не одговара.

## Ликови
- Сју Сангуан (许三观): Главни јунак, радник у фабрици свиле у малом сеоском граду. Морао је да прода крв јер му оскудна зарада није довољна за издржавање породице.
- Сју Јулан (许玉兰): Супруга Сју Сангуан-а, прилично млада жена. Постала је домаћица након што је добила три сина.
- Јиле (一 乐): Најстарији син Сју Сангуан-а.
- Ерле (二 乐): Други син Сју Сангуан-а.
- Санле (三 乐): Најмлађи син Сју Сангуан-а.
- Хе Сјаојонг (何小勇): бивши љубавник Сју Јулан, који је наводно био Јиле-ов биолошки отац.
- Лин Фенфанг (林芬芳): Сју Сангуан је имао аферу са њом када је сазнао да Јиле није његов рођени син.
- „Шеф крви” Ли (李 血 头): Ћелав човек који је задужен за куповину крви за болницу. Он је тај који одлучује ко ће продати крв, а ко не.
- Ах Фанг и Генлонг (阿 方 ; 根 龙): Сју Сангуан их прати у болницу када први пут продаје крв.

## Критика
Ха Ђин, аутор Чекања, рекао је да је Ју Хуа „главни савремени романописац" и изјавио да овај „пише хладног ока, али топлог срца. Његови романи су генијално структурирани и одишу митском аромом. Иако непогрешиво кинески, они су универзално резонантни“. 
Ванг Пинг, ауторка Страног ђавола (1996), написала је: „Записи о продавцу крви води нас право у срце Кине - градове, улице, дворишта, кухиње и спаваће собе у којима живе обични Кинези. Можда нису велики ратници или политичари, али их напори да живе с надом и достојанством чине истинским херојима. Ова књига је драгуљ.“ Нола Тејс, тврдио је: „Прича је испуњена чудним ставовима и понашањем, који дају увид у ово необично време и место. Ју Хуа се данас сматра једним од најважнијих младих писаца у Кини и његово писање носи истину која је типична за басне и параболе.”

## Адаптације
Филмска адаптација на корејском језику (Записи о продавцу крви) у режији Ха Ђонг Ву-а премијерно је приказана у Јужној Кореји 15. јануара 2015. Уместо постављања позадине у руралној Кини, филм је локализован и радња је постављена одмах након Корејског рата. Изостављајући политичка кретања, филм више наглашава причу свакодневног живота протагониста.
2013. године, позоришну представу Записи о продавцу крви коју је прерадио Танг Ваи Кит, премијерно је извела група We Draman у Хонг Конгу.